# Гримолто (Бергамо)
Гримолто је насеље у Италији у округу Бергамо, региону Ломбардија.
Према процени из 2011. у насељу је живело 32 становника. Насеље се налази на надморској висини од 453 м.